# Očista: Anarchie
Očista: Anarchie (v anglickém originále The Purge: Anarchy) je americký dystopický hororový film režírovaný Jamesem DeMonaco. Jedná se o druhé dílo z franšízy Očista. Ve filmu hrají Frank Grillo, Carmen Ejogo, Zach Gilford, Zoë Soul a Michael K. Williams. Edwin Hodge si zopakoval roli z prvního filmu. Film měl premiéru 18. června 2014.

## Děj
Děj se odehrává v dystopické budoucnosti, ve Spojených státech amerických roku 2023. V roce 2016 byl vyhlášen 28. dodatek k Ústavě Spojených států, díky němuž se každý rok koná tradiční svátek "Očista" během kterého jsou všechny zločiny (včetně vražd) na 12 hodin povolené a veškeré složky jako jsou policie, požární služba, záchranná a pohotovostní služba jsou nedostupné.
Ve filmu sledujeme příběh chudé černošské servírky Evy Sanchez, která se stará o svého nevyléčitelně nemocného otce Rica a sedmnáctiletou dceru Cali. Večer před očistou, když připravují barikádu, otec uteče z dobu a zanechá ve svém pokoji vzkaz na rozloučenou, kde vzkazuje, že se prodal jako oběť Očisty pro bohaté lidi výměnou za 100 000 dolarů, které budou po Očistě zaplaceny Evě a Cali. Dále vidíme mladé manžele Shanea a Liz, kterým maskovaný gang úmyslně poškodil auto a oni uvízli během Očisty venku. Poslední významnou postavou je policista Leo Barnes, který plánuje zabití Warrena Grassa, muže, který v opilosti neúmyslně zabil jeho syna při autonehodě. I přes protesty své ženy vyráží ve svém obrněném autě vyzbrojen do ulic.
Eva s Cali jsou napadeny sousedem Diegem, který je plánuje znásilnit. Během útěku je zachraňuje Leo. V jeho autě se schovají i Shane a Liz, nicméně vůz se rozbije a nyní musí uprchnout pěšky. Ve městě mezitím sledujeme boje mezi odpůrci Očisty a polovojenskými jednotkami, které používají vládní technologie a z nějakého důvodu střílejí chudé lidi.
Skupina je nakonec dopadena maskovaným gangem a jsou odvedeni do arény, kde jsou loveni bohatými lidmi. Zde je zabit Shane. Zbytek skupiny se dostane ven a v posledních pěti Očisty se dopravují k domu Warrena Grasse. I přes prosby Evy a Cali se Leo vydává do jeho domu. Tam zajímá Warrena a vyhrožuje jemu i jeho manželce. Uslyšíme výstřel, vidíme Lea odcházet z domu. V tu chvíli je postřelen Big Daddym, velitelem polovojenských jednotek. Ten mu vysvětlí, že polovojenské jednotky vyrážejí do ulic proto, že Očista vybijí málo chudých lidí z nižší třídy. Když se pak chystá Lea zastřelit, je zezadu střelen do hlavy Warrenem. To odhaluje, že jej Leo nakonec ušetřil. V tu chvíli zazní siréna a oznámí konec Očisty. Warren vezme Lea, Evu i Cali do nemocnice, zatímco nad městem létají zpravodajské a policejní helikoptéry.
Na konci filmu je ukázáno, že je 7:09 ráno 22. března a že do dalšího čištění zbývá 364 dní.

## Obsazení
| Frank Grillo        | Leo Barnes                             |
| Carmen Ejogo        | Eva Sanchez                            |
| Zach Gilford        | Shane                                  |
| Kiele Sanchez       | Liz                                    |
| Zoë Soul            | Cali Sanchez                           |
| Justina Machado     | Tanya                                  |
| John Beasley        | Papa Rico Sanchez                      |
| Jack Conley         | velký táta                             |
| Noel Gugliemi       | Diego (soused Evy)                     |
| Castulo Guerra      | Barney                                 |
| Michael K. Williams | Carmelo Johns                          |
| Edwin Hodge         | Dante Bishop                           |
| Lakeith Stanfield   | Young Ghoul Face                       |
| Roberta Valderrama  | Lorraine                               |
| Niko Nicotera       | Roddy                                  |
| Bel Hernandez       | Katherine                              |
| Lily Knightová      | paní Crawleyová                        |
| Brandon Keener      | Warren Grass                           |
| Amy Price-Francis   | paní Grassová                          |
| Vick Sabitjian      | pan Sabian                             |
| Nicholas Gonzalez   | Carlos                                 |
| Chad Morgan         | Janice                                 |
| Cindy Robinson      | hlas oznamující začátek a konec Očisty |

## Vývoj
Po úspěchu prvního dílu Očisty oznámila studia Universal Pictures a Jason Blum 10. června 2013 sequel. Datum premiéry bylo určeno na 20. června 2014, nakonec bylo však posunuto o dva dny dříve. Natáčení probíhalo hlavně v Los Angeles od prvního ledna 2014.

## Přijetí

### Tržby
Očista: Anarchie vydělala v Severní Americe 72 milionů dolarů a 40 milionů dolarů v dalších zemích. Dohromady tedy vydělala 111,9 milionů dolarů, což je obrovský rozdíl oproti výdajům, které činily pouhých 9 milionů dolarů.
Film byl promítán v 3 303 kinech v Severní Americe a během první noci utržil 2,6 milionu dolarů. Během zahajovacího víkendu vydělal 29,8 milionu dolarů a skončil tak na druhém místě za filmem Úsvit planety opic.

### Kritika
Na serveru Rotten Tomatoes film získal rating 56% (založený na 137 recenzích) s průměrným ratingem 5,5/10. Recenze se shodovaly na tom, že film je lepší jak první díl, avšak stále není tak chytrý a rezonanční, jak by si přál být. Na serveru Metacritic film získal skóre 50/100 (založený na 32 recenzích).

## Pokračování
Pokračování franšízy nazvané Očista: Volební rok (The Purge: Election Year) bylo naplánováno na 1. července 2016.